# 디펜지 아스트로
《디펜지 아스트로》는 대한민국의 스마트폰용 비디오 게임이다. 2011년 10월 대한민국 게임 앱스토어 순위에서 1위를 차지하기도 하였다.